# Bernhard Maria Fuchs

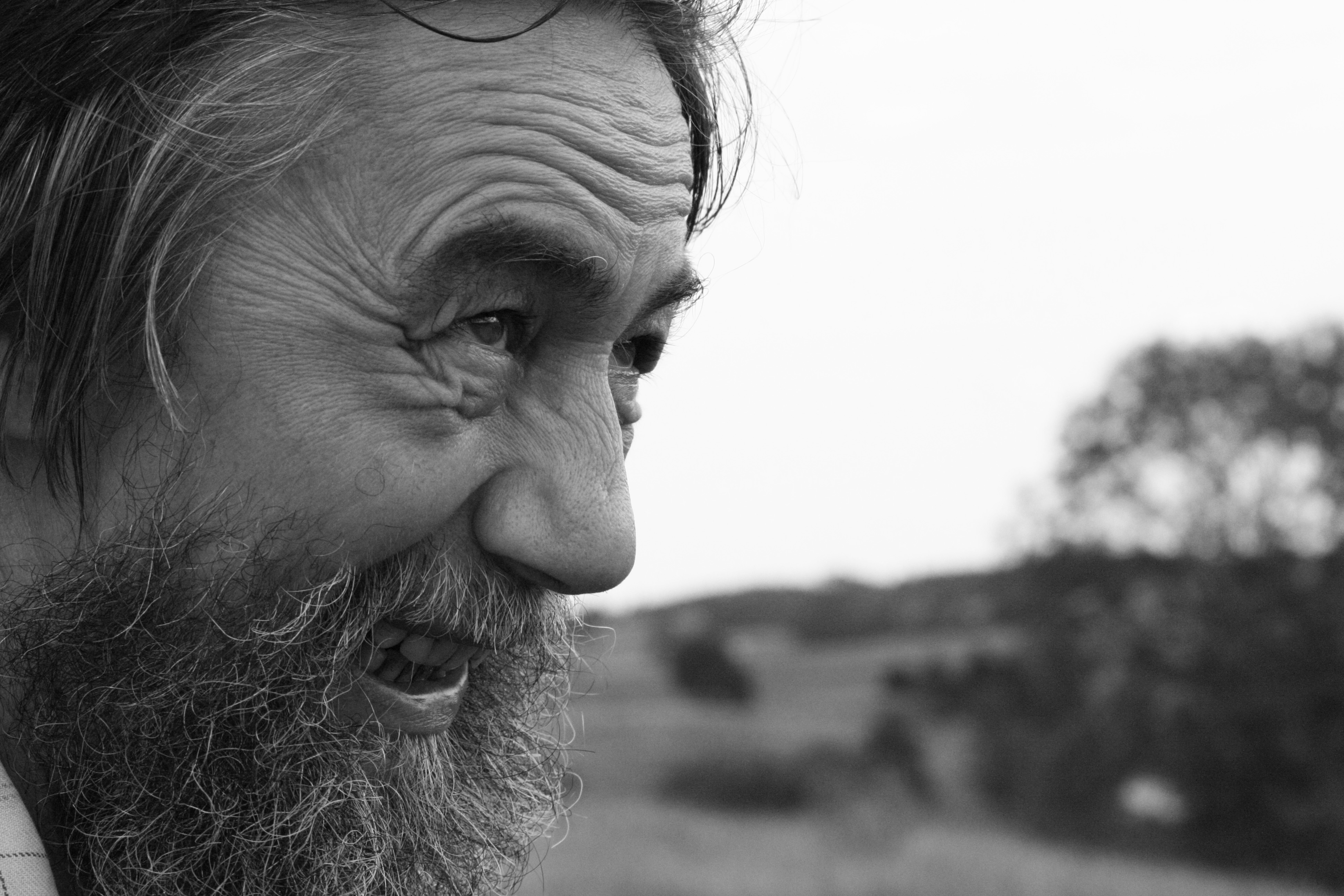
Bernhard Maria Fuchs (2011)

Bernhard Maria Fuchs (* 23. Dezember 1959 in Regensburg; † 5. Februar 2014, auch bekannt als Bernd Fuchs) war ein deutscher Maler.

## Leben
Bernhard Maria Fuchs wurde 1959 in Regensburg geboren und wuchs im Bayerischen Wald und in Neumarkt/Opf. auf. Von 1983 bis 1990 besuchte er die Akademie der Bildenden Künste in Nürnberg, seither lebte er als freischaffender Künstler. Von 1987 bis 1990 war er neben Harry Meyer, Bernhard Wurzer und Hans Kirsch eines der Mitglieder der Künstlergruppe „Heller Glimmer“ in Augsburg. Er unternahm zahlreiche Studienreisen, unter anderem durch Marokko, Kap Verde, Neuseeland, Australien, Indonesien, Nepal, Malaysia, Hawaii sowie durch viele europäische Länder. Bernhard Maria Fuchs lebte zuletzt in Wappersdorf, einem Ortsteil der oberpfälzischen Gemeinde Mühlhausen.

## Leistungen
Fuchs erhielt in Anerkennung seines Schaffens 1995 den Förderpreis der Nürnberger Nachrichten. 1997 folgte ein China-Stipendium der Association Yunnan of Fine Arts – BBK Schwaben Nord und Augsburg. 1998 nahm er am Künstlersymposion Kulmbach teil. 2002 erhielt er erneut den Förderpreis der Nürnberger Nachrichten, 2007 den Kulturpreis der Stadt Neumarkt. 2010 hielt er Gastvorträge an der Academy of Design + Art in Peking. 2012 wurde ihm auch der Förderpreis des Kunstkreises Jura verliehen.

## Einzelausstellungen
(Auswahl)
- Galerie unter den Arkaden, Regensburg, 1987
- Städtische Galerie Völkermarkt/A, 1990
- Kunstverein, Erlangen, 1995
- Centre Culturel Pomel, Issoire/F, 1995
- Ecke-Galerie, Augsburg, 1995
- Neues Stadtmuseum, Landsberg, 1996
- Städtische Galerie, Wertingen, 1996
- Galerie Marianne Meyer, Bayreuth, 1997
- Kunstverein, Bobingen, 1997
- South-West-Gallery, Kunming/V.R. China, 1997
- Galerie 13, Freising, 1998
- Galerie Sundermann, Würzburg, 1999
- Stadttheater Fürth, Fürth, 1999
- Galerie Christa Klotz, Passau, 2005
- Kunsthalle im Reitstadel, Neumarkt, 2005
- Galerie 13, Freising, 2006
- Galerie Sundermann, Würzburg, 2006
- Städtische Galerie, Erlangen, 2007
- Kunsthaus Reitbahn 3, Ansbach, 2007
- JKREIS-Galerie, Nürnberg, 2008
- TS1 Gallery, Peking, 2008
- Galerie Weise, Chemnitz, 2009
- Wanderausstellung durch China, 2009
- Galerie 13, Freising, 2010
- North China University, Peking, 2010
- Galerie Lutz mit der blauen Tür, Nürnberg, 2010
- Stadtgalerie Alte Feuerwache, Amberg, 2014
- Galerie 13, Freising, 2014
- kunst galerie fürth, Fürth, 2014
- Galerie Sundermann, Würzburg, 2015
- Galerie Herrmann, Neumarkt, 2015
- Kunstpartner, Adlmannstein, 2015
- Reitstadel, Neumarkt, 2016
- Galerie 13, Freising, 2016
- Kunstprojekt Karlshof, Ellingen, 2017
- Fuchsbau, Wappersdorf, 2019

## Publikationen
- Bernhard Maria Fuchs: KÖRPERLANDSCHAFTEN, Regensburg 2016, ISBN 978-3-9817660-0-4
- Bernhard Maria Fuchs: MEINE HEIMAT und ihre Feinde, Regensburg 2014.
- Bernhard Maria Fuchs: CHINA, Bilder einer kleinen Chinareise, Regensburg 2008.
- Christiane Lischka-Seitz: Bernhard Maria Fuchs, GEPFLÜGTE LÜFTE, Regensburg 2008.
- Bernhard Maria Fuchs, Renate Werbelow, Dr. Amelie Himmel, Reinhard Mederer: LANDSCHAFTSKÖRPER, Regensburg 2007.
- Bernhard Maria Fuchs, Hans-Peter Miksch, Christiane Walter-Kopp: NIEMANDSLAND, eine Geschichte von Wind und Regen, von Licht, Luft und Muttererde, Regensburg 2006.
- Bernhard Maria Fuchs, Eva-Suzanne Bayer, Gabriele Gerner, Regina Kraupa, Uwe Mitsching, Gabriele Moritz, Jochen Streichert: STADT UND WALD, Regensburg 2005.
- Franz Weidinger: Span Stele Schrein, Kunstkontor Westnerwacht, Regensburg 2001.
- Bernhard Maria Fuchs: BERNHARD MARIA FUCHS, 1992.
- Bernhard Maria Fuchs, Harry Meyer: Landnahme zeitgleich vor Ort (Ausstellungskatalog), Neues Stadtmuseum, Landsberg 1996.